# Hilfen zur Erziehung
Die Hilfen zur Erziehung sind in Deutschland staatliche (kommunale) Leistungen der Kinder- und Jugendhilfe für Familien mit Kindern.
Gesetzlich geregelt sind diese Hilfen in §§ 27–40 des SGB VIII – Kinder und Jugendhilfe. Die Hilfen werden in §§ 28–35a aufgeführt und werden meist nach Durchführung des Hilfeplanverfahrens (§ 36) von den örtlichen Jugendämtern gewährt.
Bei Inanspruchnahme von Einrichtungen, Diensten und Veranstaltungen anerkannter Träger der freien Jugendhilfe (§ 4 SGB VIII) entsteht im Leistungserbringungsrecht ein Dreiecksverhältnis zwischen Leistungsträger, Leistungserbringer und Leistungsberechtigtem.

## Rechtsanspruch
Personensorgeberechtigte – meist die Eltern, gegebenenfalls ein Vormund oder Pfleger – haben einen Rechtsanspruch auf Hilfen zur Erziehung für sich und ihr Kind, „wenn eine dem Wohl des Kindes oder des Jugendlichen entsprechende Erziehung nicht gewährleistet ist und die Hilfe für seine Entwicklung geeignet und notwendig ist“ (§ 27 Abs. 1 SGB VIII). Es besteht also kein Anspruch auf eine bestimmte Hilfeform, sondern nur auf eine geeignete und notwendige Hilfeform. Die Grundlage für die Gewährung entsprechender pädagogischer Angebote ist das Hilfeplanverfahren, in dem sowohl die Sorgeberechtigten, die Kinder oder Jugendlichen sowie das Jugendamt beteiligt werden müssen.

## Hilfearten
Es besteht eine Vielzahl unterschiedlicher Angebote von ambulanten, teil- und stationären Erziehungshilfen. Das Kinder- und Jugendhilfegesetz nennt beispielhaft die Leistungsformen:
- § 28 Erziehungsberatung – Beratung von Kindern, Jugendlichen, Eltern und anderen Erziehungsberechtigten durch Fachkräfte,
- § 29 Soziale Gruppenarbeit – Hilfe für ältere Kinder und Jugendliche bei der Überwindung von Entwicklungsschwierigkeiten und Verhaltensproblemen,
- § 30 Erziehungsbeistand – Unterstützung für das Kind oder den Jugendlichen, möglichst unter Einbeziehung des sozialen Umfelds,
- § 31 Sozialpädagogische Familienhilfe – intensive, in der Regel auf längere Dauer angelegte Betreuung und Begleitung von Familien,
- § 32 Erziehung in einer Tagesgruppe – Unterstützung zur Sicherung des Verbleibs des Kindes oder des Jugendlichen in der eigenen Familie,
- § 33 Vollzeitpflege – in einer anderen Familie, zeitlich befristet oder auf Dauer,
- § 34 Heimerziehung oder betreute Wohnform – unter Verbindung von Alltagserleben mit pädagogischen und therapeutischen Angeboten,
- § 35 Intensive sozialpädagogische Einzelbetreuung  – längerfristige, individuelle und intensive Unterstützung zur sozialen Integration und zu einer eigenverantwortlichen Lebensführung.
- Eine Sonderstellung nimmt die Eingliederungshilfe für seelisch behinderte Kinder und Jugendliche (§ 35a) ein. Diese gehört nicht zu den Hilfen zur Erziehung. Der Paragraf beinhaltet einen eigenen Rechtsanspruch. Anspruchsinhaber sind das Kind oder der Jugendliche selbst.

Flexible Erziehungshilfen werden rechtlich als Leistungen nach § 27 Abs. 2 SGB VIII gewährt. Es gilt, dass Inhalt und Form des Hilfeangebotes dem jeweiligen Einzelfall so anzupassen sind, dass schwierige Lebenssituationen insbesondere durch die Förderung und Stärkung der vorhandenen Fähigkeiten und Kenntnisse der hilfesuchenden Menschen von diesen selbst bewältigt werden können. Auch junge Volljährige können gemäß § 41 SGB VIII Hilfen zur Erziehung erhalten – Hilfe für junge Volljährige.
Eine besondere Form der Familienhilfe sind sogenannte Familienklassen. Eltern und Kinder besuchen unter psychologischer und pädagogischer Anleitung einmal wöchentlich eine besondere Schulklasse.

## Kritik
Ein Problem der gegenwärtigen Rechtslage besteht darin, dass der Rechtsanspruch ausschließlich bei den Sorgeberechtigten liegt. Kinder und Jugendliche sind zwar oft primäre Hilfeempfänger (zum Beispiel bei Heimunterbringung, Soziale Gruppenarbeit etc.), sie haben aber (fast) keine Möglichkeit, eine Hilfeleistung einzufordern und werden erst im Hilfeplanverfahren mit einbezogen.
Zudem bestehen Probleme mit unbestimmten Rechtsbegriffen. Kindeswohl ist zwar ein juristisch verhältnismäßig gut definierter Begriff, nicht aber Eignung und Notwendigkeit. Gerade bei schlechter finanzieller Situation des Leistungsträgers (Kommune) kommt es deshalb immer wieder zu langwierigen Konflikten. Auch fällt es betroffenen Familien oftmals schwer, ihren Rechtsanspruch durchzusetzen.

## Praktische Umsetzung
In den letzten Jahren wurde die Hilfe zur Erziehung vor allem im ambulanten Bereich stark ausgebaut, besonders in großen Städten, um im Vorfeld noch kostenintensivere Maßnahmen wie eine stationäre Unterbringung zu vermeiden. In diesem Bereich wurde zusätzlich eine „Flexibilisierung der Hilfen“ eingeführt, so dass einzelne Sozialpädagogen mehrere Hilfeformen in einer Person anbieten können müssen.
In der Praxis der kleineren Städte und ländlichen Regionen wird die Umsetzung und der Rechtsanspruch der einzelnen Hilfen verhältnismäßig unflexibel gehandhabt und durchgesetzt. Es werden oftmals einzelne Hilfearten in der Durchführung bevorzugt, obwohl dies nicht ganz dem erzieherischen Bedarf entspricht. Vielerorts wird die Notwendigkeit niedrigschwelliger erzieherischer Hilfen von Seiten des Jugendamtes abgestritten und darauf verwiesen, dass öffentliche Freizeiteinrichtungen die entsprechenden Angebote dafür haben. In manchen Regionen bestehen einzelne Hilfeformen (zum Beispiel die „Soziale Gruppenarbeit“) überhaupt nicht. Gleichzeitig wird bei der Vergabe der Hilfen immer häufiger eine Hilfe gewählt, die in ihrer Intensität eine Stufe niedriger liegt, als es eigentlich notwendig wäre. Auf der anderen Seite wird die Laufzeit der Hilfepläne drastisch gekürzt, was den Hilfeanbieter mitunter zur vollständigen pädagogischen Umgestaltung der ins Auge gefassten Hilfeart zwingt.
Begründet ist dieses Vorgehen des öffentlichen Leistungsträgers mit der seit Jahren knappen Haushaltssituation der meisten deutschen Kommunen und einem allgemein gestiegenen Bedarf.
Ein weiteres Problem bringt die Budgetierung der entsprechenden Kassen mit sich. So wird oft der Beginn einer Hilfeleistung wegen der angespannten Haushaltslage verschleppt, ein im Eildurchgang verkürztes Hilfeplanverfahren – weil gerade mal wieder Geld ausgegeben werden darf – ist aber ebenfalls keine Seltenheit.

## Durchführung der Hilfen
Die oben aufgeführten Hilfen werden in der Regel und laut Empfehlungen der Bundesarbeitsgemeinschaft der Landesjugendämter
durch Sozialpädagogen, Erzieher, Pflegeeltern, Heilpädagogen, Psychologen oder Therapeuten verschiedenster Ausprägung erbracht.